# Schistolais
Genre
Synonymes
- Prinia Horsfield, 1821[2]
- Heliolais Sharpe, 1903[2]
- Oreophilais Clancey, 1991[2]
- Phragmacia Brooke & Dean, 1990[2]

Schistolais est un genre de passereaux de la famille des Cisticolidae. Il se trouve à l'état naturel en Afrique centrale et de l'Ouest.

## Liste des espèces
Selon la classification de référence du Congrès ornithologique international (version 8.1, 2018) :
- Schistolais leontica (Bates, 1930) — Prinia de Sierra Leone, Apalis du Sierra Leone, Fauvette roitelet de la Sierra Leone, Fauvette-roitelet aux yeux blancs
- Schistolais leucopogon (Cabanis, 1875) — Prinia à gorge blanche, Apalis à gorge blanche, Fauvette roitelet à gorge blanche, Fauvette-roitelet à gorge blanche
  - Schistolais leucopogon leucopogon (Cabanis, 1875)
  - Schistolais leucopogon reichenowi (Hartlaub, 1890)